# Tha G-Code
Tha G-Code – czwarty studyjny album amerykańskiego rapera Juvenile’a, wydany 13 grudnia 1999 roku w Cash Money Records. Promującymi singlami były "U Understand" i "I Got That Fire". Pomimo słabej promocji i żadnego oficjalnego teledysku album uzyskał status platynowej płyty.

## Lista utworów
1. "Big Tymer (Intro)" (feat. Lovely & Atrice)
2. "U Understand"
3. "Fuck That Nigga" (feat. B.G.)
4. "A Million And One Things" (feat. Hot Boys)
5. "Take Them 5"
6. "G-Code" (feat. Lil Wayne)
7. "Something Got 2 Shake" (feat. Big Tymers)
8. "Da Magnolia" (feat. Mannie Fresh)
9. "Catch Your Cut" (feat. B.G.)
10. "Lil' Boyz" (feat. Lil Wayne & Big Tymers)
11. "Get It Right" (feat. Lil Wayne & B.G.)
12. "Never Had Shit" (feat. Baby, B.G. & Turk)
13. "I Got That Fire" (feat. Mannie Fresh)
14. "Tha Man (feat. Turk)
15. "March Nigga Step" (feat. Mannie Fresh)
16. "Guerrilla" (feat. B.G.)

## Pozycje na listach
| Rok  | Album      | Lista                  | Pozycja |
| ---- | ---------- | ---------------------- | ------- |
| 2000 | Tha G-Code | The Billboard 200      | 10      |
| 2000 | Tha G-Code | Top R&B/Hip-Hop Albums | 1       |